# بين ديفيس (لاعب كرة قدم أسترالية)
بين ديفيس (بالإنجليزية: Ben Davis)‏ هو لاعب كرة قدم أسترالية أسترالي، ولد في 19 مايو 1997.

## وصلات خارجية
- بين ديفيس على موقع AustralianFootball.com (الإنجليزية)
- بين ديفيس على موقع AFLtables.com (الإنجليزية)